# El caballero, la muerte y el diablo

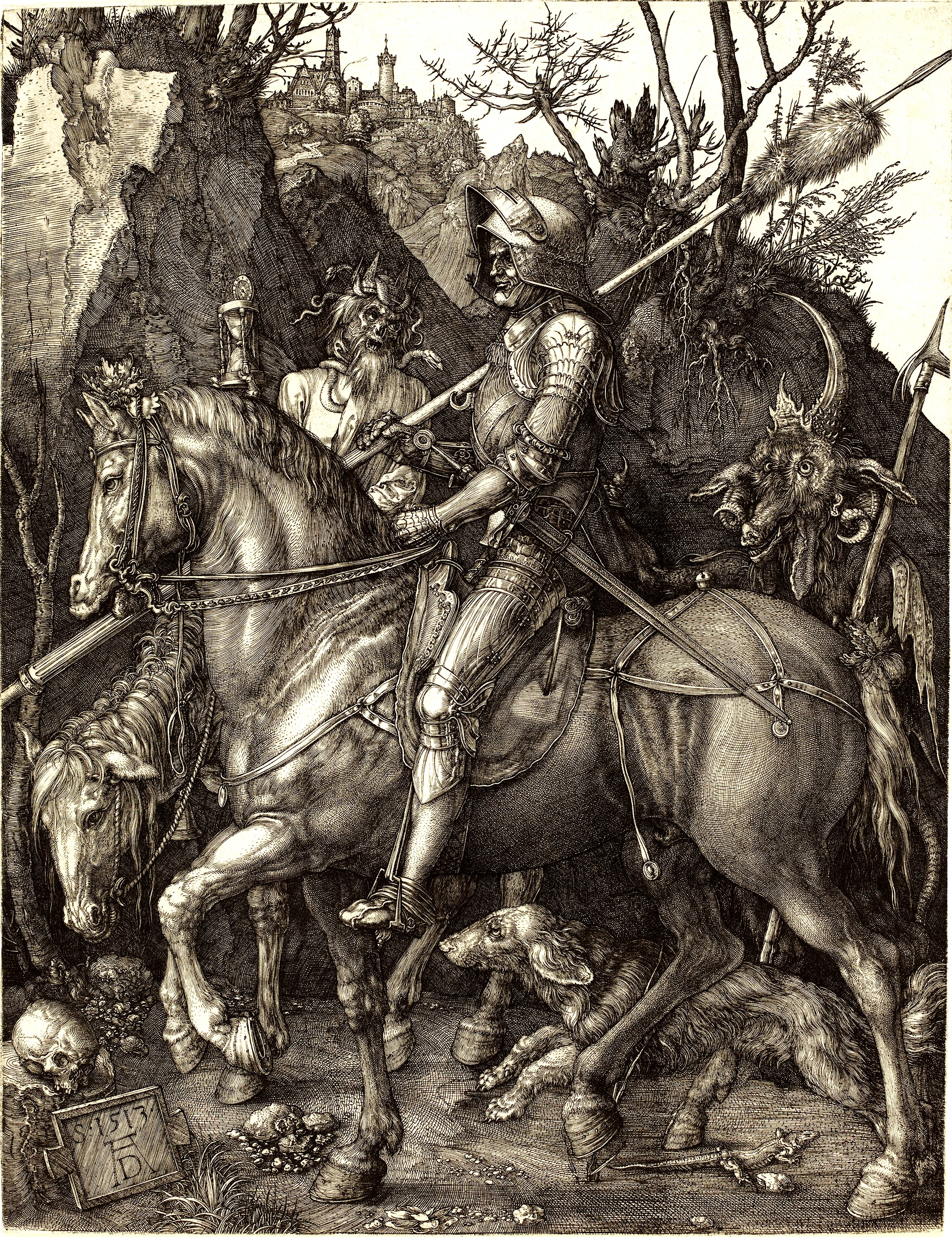
Ejemplar del grabado, perteneciente a la Galería Nacional de Arte de Washington D. C..

El caballero, la muerte y el diablo (en alemán, Ritter, Tod und Teufel) es un grabado del pintor alemán Alberto Durero (Albrecht Dürer), realizado en 1513 mediante la técnica de buril sobre plancha de metal. Hay ejemplares de él en los más importantes museos; el Museo del Louvre guarda uno, de 25 x 19 cm.
Desde 1510 Durero se dedicó más al grabado que a la pintura y produjo estas obras maestras, en las que la perfección técnica y plástica se convierte en vehículo de un pensamiento que se traduce en alegorías. Como otros grabados del artista, esta imagen se caracteriza por una multiplicidad de símbolos iconográficos.

## Análisis
Los tres personajes principales dan título a la obra: un caballero, la muerte y el diablo. Pero aparte de ellos, se representan multitud de elementos que llenan la composición para conjurar el horror vacui.
El caballero, completamente equipado y montado sobre un caballo, es la figura central. Ha de prestarse atención a la completa elaboración anatómica del cuerpo del caballo, lo que es típico de los artistas del Renacimiento, preocupados por las ciencias naturales y la anatomía. Probablemente a Durero le influyen las impresiones obtenidas en su viaje a Italia, cuando hizo el esbozo de un caballo. En cuanto al caballero, es modelo directo de este el que aparece en un estudio previo de Durero (véase figura abajo a la izquierda).
Está acompañado por un perro que se asocia a la lealtad y la fe (fides), y es un motivo usado a menudo por Durero. En la parte inferior derecha un lagarto huye en dirección opuesta.
Otros dos acompañantes del caballero, que despiertan menos confianza, son la Muerte y el Diablo. La muerte está representada con forma barbuda, sobre un caballo viejo, inestable, con un reloj de arena como símbolo de lo transitorio, y pelo serpenteante. El diablo se sitúa en la parte posterior del caballero, siendo una creación particularmente imaginativa, una mezcla de animales diferentes.
En la parte inferior izquierda hay una placa con las iniciales del nombre y del apellido del artista (a d), formando un anagrama característico con el que firmaba algunas obras. Además, puede verse la fecha. Detrás de esta placa hay una calavera, otro símbolo de la muerte. Puede aludir al hecho de que este caballero, tan orgullosamente sentado sobre su caballo, pronto puede matar y a su vez, sufrir la muerte.
El caballero parece estar cabalgando por un valle o por un paisaje montañoso con árboles y maleza. En el fondo se reconoce un castillo o una ciudad que se asemeja a Núremberg. El paisaje está realizado con gran detalle, como es propio de un autor que se dedicó también al género paisajístico.

## Interpretación

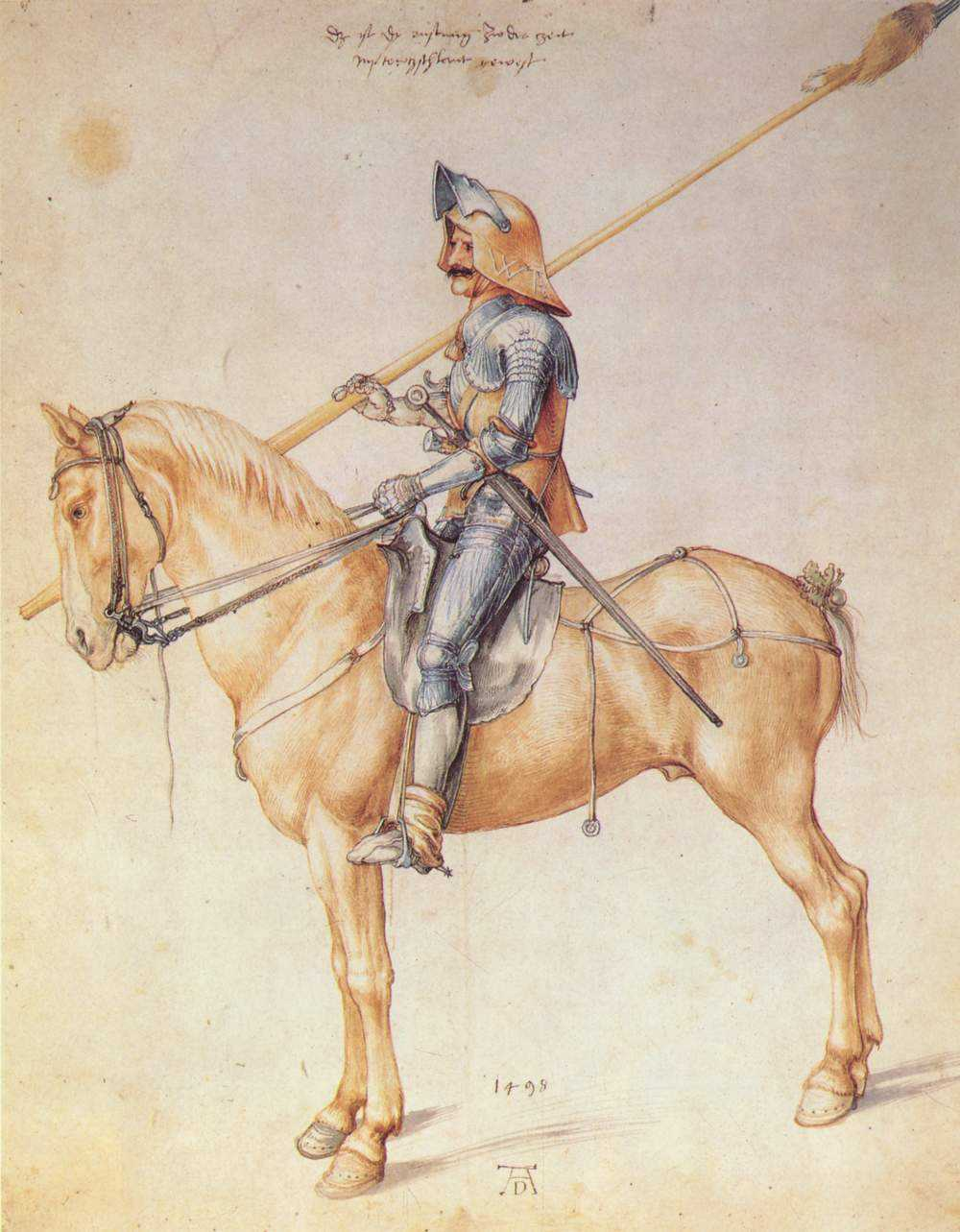
Durero: Estudio de un caballo (1495).

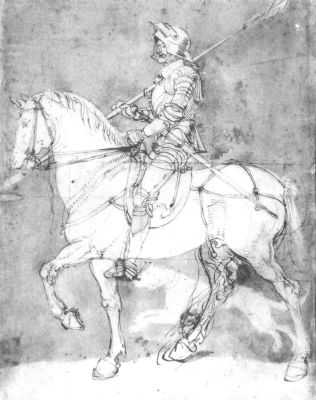
Durero: Caballero montado, estudio de 1512/13.

Este Caballero acechado de la Muerte y el Diablo es uno de los grabados al cobre ejecutados por Durero de más profunda intención. Iba acompañado de un largo poema moralizador, pero su contenido no es tan oscuro como el de los otros grabados de la época.
Se ha considerado que formaba parte de un grupo consciente de meisterstreich con su San Jerónimo en su gabinete y la  Melancolía I, ambos de 1514. Sería así un tríptico de grabados que comprendería las alegorías de las tres clases de virtudes y tres esferas de actividad según una clasificación aún medieval. El Caballero, la muerte y el diablo representaría la esfera moral; el caballero podría representar la «vita activa», el luchador generoso. Aunque en vida de Durero, los tiempos de la caballería habían pasado, persistían los ideales caballerescos. San Jerónimo en su gabinete simbolizaría la teología y la vida meditativa. Por último, Melancolía I representaría la esfera intelectual dominada por el planeta Saturno, según la tradición astrológica ligado al sentimiento de la melancolía, constituyendo una conexión entre el mundo racional de las ciencias y el imaginativo de las artes.
Pero no falta la tragedia en este cuadro: el caballero se dirige a la muerte, como evidencian la muerte como compañera y la calavera que está en la parte inferior. Su camino lo lleva, hasta cierto punto, a un valle de la muerte — posiblemente al Valle de la Muerte, cerca de Jerusalén, al valle de Hinón. La ciudad en la parte posterior podría ser también Jerusalén, el lugar de la resurrección de Jesucristo (la Jerusalén celeste, el paraíso). De esta manera, el camino del caballero es tanto la caída como el bienestar.
La composición, estas y otras posibilidades de interpretación implican una tensión en este grabado típico de una gran obra de arte.